# Claremont (Califòrnia)
Claremont és una ciutat dels Estats Units a l'estat de Califòrnia. Segons el cens del 2008 tenia 37.242 habitants.

## Demografia
Segons el cens del 2000, Claremont tenia 33.998 habitants, 11.281 habitatges, i 7.806 famílies. La densitat de població era de 999 habitants/km².
Per edats la població es repartia de la següent manera: un 20,7% tenia menys de 18 anys, un 18,6% entre 18 i 24, un 22,8% entre 25 i 44, un 23,3% de 45 a 60 i un 14,6% 65 anys o més.
L'edat mediana era de 36 anys. Per cada 100 dones de 18 o més anys hi havia 85,1 homes.
La renda mediana per habitatge era de 65.910 $ i la renda mediana per família de 78.389 $. Els homes tenien una renda mediana de 59.005 $ mentre que les dones 38.338 $. La renda per capita de la població era de 28.843 $. Entorn del 8% de les famílies i el 6% de la població estaven per davall del llindar de pobresa.

## Poblacions més properes
El següent diagrama mostra les poblacions més properes.